# Бур Ластик
Бур Ластик (фр. Bourg-Lastic) насеље је и општина у централној Француској у региону Оверња, у департману Пиј де Дом која припада префектури Клермон Феран.
По подацима из 2011. године у општини је живело 899 становника, а густина насељености је износила 22,22 становника/km². Општина се простире на површини од 40,46 km². Налази се на средњој надморској висини од 750 m метара (максималној 931 m, а минималној 637 m m).

## Демографија
| 1962. | 1968. | 1975. | 1982. | 1990. | 1999. | 2011. |
| ----- | ----- | ----- | ----- | ----- | ----- | ----- |
| 1.310 | 1.339 | 1.168 | 1.191 | 1.069 | 1.009 | 899   |

График промене броја становника у току последњих година